# 钩药茶科
钩药茶科又名五蕊茶科，只有1属2种，都是生长在新喀里多尼亚岛上的特有种。
本科植物为常绿小乔木或灌木，单叶互生，常簇生于枝顶，革质，无托叶；花小，组成花序也簇生于枝顶，花瓣5数；果实为核果，果肉薄。
1981年的克朗奎斯特分类法将本科列在山茶目中，1998年根据基因亲缘关系分类的APG 分类法将其列在丝缨花目中， 2003年经过修订的APG II 分类法认为无法将其列在任何一个目中，直接放到I类真菊分支之下。2016年的APG IV 分类法将本科与茶茱萸科一并置于茶茱萸目之下。